# Jan Góral
Jan Góral (ur. 12 kwietnia 1940 w Bydgoszczy, zm. 8 lutego 2008 tamże) – polski piłkarz i trener piłkarski.

## Życiorys
Początek kariery piłkarskiej rozpoczął w Zawiszy Bydgoszcz, a następnie w Polonii Bydgoszcz. Następnie przeszedł do Avii Świdnik potem do Motoru Lublin. W 1974 roku został trenerem juniorów w Polonii Bydgoszcz. W 1980 grupa juniorów została mistrzami Polski. W późniejszych latach trenował zawodników Brdy, a następnie drużyny juniorów i seniorów w Chemiku Bydgoszcz. 
Postanowieniem Prezydenta RP, Aleksandra Kwaśniewskiego z dnia 7 lutego 2000 roku za zasługi w działalności na rzecz rozwoju sportu został odznaczony Złotym Krzyżem Zasługi. Został pochowany na cmentarzu katolickim św. Wincentego à Paulo w Bydgoszczy.